# Raab-Katzenstein
Raab-Katzenstein je bil nemški proizvajalec letal iz 1920ih s sedežem v Kasslu. V Sloveniji je njegova letala po prvi svetovni vojni uporabljal Letalski center Maribor.

## Zgodovina
Glavni promotor podjetja je bil Gerhard Fieseler. Leta 1926 je zaprl svojo tiskarno v Eschweilerju in postal inštruktor letenja pri Raab-Katzensteinu ter nadaljeval z izpopolnjevanjem svojih veščin letenja in postal izkušen pilot akrobacij. Leta 1927 je v Zürichu izvedel posebno drzno rutino in začel prejemati vse višje honorarje za nastope. Leta 1928, ko je delal pri Raab-Katzensteinu, je zasnoval svoje kaskadersko letalo Fieseler F1 (znano tudi kot Raab-Katzenstein RK-26 Tigerschwalbe ), ki je bilo ponujeno in prodano švedskemu podjetju AB Svenska Järnvägverkstaderna (ASJA), ki je v začetku tridesetih let 20. stoletja izdelalo 25 tovrstnih letal za švedske letalske sile. 
Leta 1930 je Raab-Katzenstein bankrotiral in Fieseler se je odločil, da bo z denarjem, ki ga je prihranil pri svojih akrobatikah kupil tovarno jadralnih letal Segelflugzeugbau Kassel in jo preimenoval v Fieseler Flugzeugbau . 

## Letala
Podatki nemškega letalstva 1919-1945 
- KL.1 Schwalbe
- RK.2 Pelikan
- RK.6 Kranich
- RK.7 Schmetterling
- RK.8 Marabu
- RK.9 Grasmücke
- RK.22 Ente
- RK.25 Ruhrland
- RK.26 Tigerschwalbe
- RK.27
- RK.29 Deutsche Motte